# 키스 스웻
키스 스웻(Keith Sweat, 1961년 7월 22일 ~ )은 미국의 싱어송라이터이다.